# La Chasse aux lions chez les Indiens
La Chasse aux lions chez les Indiens  est un tableau de jeunesse du peintre français Jean-Léon Gérôme. C’est une peinture à l'huile sur papier marouflé sur toile de 47,5 × 62,5 cm réalisée en 1845, et représentant une chasse aux lions fictive par les autochtones d'Amérique. Il fait partie d’une collection privée. 
Gérôme s’inspire de trois œuvres pour son tableau : Un lion et une lionne qui disputent un buffle blessé à des cavaliers bédouins de Antoine-Louis Barye, Chasse aux lions dans le désert de Horace Vernet et Cavaliers turc et arabe de Charles Gleyre. Il adopte la même composition pyramidale, avec des diagonales qui traduisent la bestialité de la scène.
La toile est un cadeau de Gérôme à Jean-Baptiste Barrelon. Les deux hommes se sont rencontrés dans l’atelier de Charles Gleyre à Paris. L’œuvre est dédicacée, signée et datée « À mon ami Barreton, Gérôme, 1845 » en bas à droite. Au dos du tableau il est inscrit « Souvenir de mon camarade et ami, J.L Gérôme, Paris, 1845 ». La toile restera dans la famille de Barrelon jusqu’à sa vente en 2021 pour 30 000 € à un collectionneur français.
Le lion est un des sujets préférés de l’artiste qui a réalisé de nombreuses toiles sur les félins, allant même jusqu’à posséder un vrai lion. 